# Otomys orestes
Otomys orestes is een knaagdier uit het geslacht Otomys dat voorkomt in de bergen van West- en Midden-Kenia en Noordoost-Tanzania, op 3200 tot 4500 m hoogte. Deze soort komt alleen voor in open gebieden boven de boomgrens. Het is een middelgrote soort met een korte staart en een diepe, zachte, dichte vacht. Op de derde bovenkies (M3) zitten zes tot zeven laminae; de voortanden in de onderkies zijn gegroefd. Het is onzeker of de verschillende populaties van deze soort werkelijk één soort vertegenwoordigen.
Otomys anchietae · Otomys angoniensis · Otomys auratus · Otomys barbouri · Otomys burtoni · Otomys cheesmani · Otomys cuanzensis · Otomys dartmouthi · Bergoorrat (Otomys denti) · Otomys dollmani · Otomys fortior · Otomys helleri · Moerasrat (Otomys irroratus) · Otomys jacksoni · Otomys karoensis · Otomys lacustris · Otomys laminatus · Otomys occidentalis · Otomys orestes · Otomys simiensis · Otomys sloggetti · Otomys sungae · Otomys thomasi · Otomys tropicalis · Otomys typus · Otomys unisulcatus · Otomys uzungwensis · Otomys willani · Otomys yaldeni · Otomys zinki